# Jan Adam Sławiński
Jan Adam Sławiński (ur. 25 grudnia 1898 w Pękowie, zm. 29 czerwca 1964 w Rio de Janeiro) – porucznik kawalerii Wojska Polskiego, kawaler Orderu Virtuti Militari.

## Życiorys
Urodził się 25 grudnia 1898 w majątku Pękowo, w ówczesnym powiecie pułtuskim guberni łomżyńskiej, w rodzinie Józefa i Zofii z Jaworowskich.
W czasie wojny z bolszewikami walczył w szeregach 2 Pułku Ułanów Grochowskich.
8 stycznia 1924 został zatwierdzony w stopniu porucznika rezerwy ze starszeństwem z 1 czerwca 1919 i 504. lokatą w korpusie oficerów kawalerii. Posiadał wówczas przydział w rezerwie do 21 Pułku Ułanów Nadwiślańskich w Równem. W 1934, jako oficer rezerwy pozostawał w ewidencji Powiatowej Komendy Uzupełnień Pułtusk. Posiadał przydział w rezerwie do 11 Pułku Ułanów Legionowych w Ciechanowie.
1 maja 1929 rozpoczął pracę w Ministerstwie Spraw Zagranicznych, w charakterze pracownika kontraktowego Konsulatu Generalnego RP w Paryżu, a od 1 lipca 1929 Ambasady RP w tym mieście. 1 lutego 1932 został przeniesiony do Konsulatu RP w Marsylii. Od 16 lutego 1933 był referentem w Referacie Politycznym Wydziału Prasowego. 1 listopada 1934 został etatowym urzędnikiem MSZ – prowizorycznym referentem z VII grupą uposażenia. 1 kwietnia 1935 rozpoczął pracę w Konsulacie Generalnym RP w Lille, początkowo na stanowisku prowizorycznego wicekonsula, a od 1 kwietnia 1936 – prowizorycznego konsula. Od 22 lipca 1938 do 6 stycznia 1940 był konsulem w Brukseli.
W czasie II wojny światowej przebywał w niemieckiej niewoli. Po uwolnieniu został konsulem w Brukseli. 20 lipca 1945 został zwolniony.
15 grudnia 1930 ożenił się z Marią Celiną Porto Carrero (ur. 1904), z którą miał trzech synów: Jana (Yana) Porto Carrero Sławińskiego(ur. 1933), Piotra Kajusa Krystyna Porto Carrero Sławińskiego (ur. 1935), inżyniera i Alana Raula Marię Porto Carrero Slavinskiego (ur. 1948), adwokata

## Ordery i odznaczenia
- Krzyż Srebrny Orderu Wojskowego Virtuti Militari nr 284 – 30 czerwca 1921[13][14][15]